# Pins And Needles
Pins and Needles – czwarty studyjny album kanadyjskiego zespołu rockowego The Birthday Massacre. 

## Lista utworów
1. „In the Dark” – 3:42
2. „Always” – 4:11
3. „Pale” – 3:58
4. „Control” – 3:20
5. „Shallow Grave” – 3:47
6. „Sideways” – 3:25
7. „Midnight” – 3:43
8. „Pins and Needles” – 4:19
9. „Two Hearts” – 3:20
10. „Sleepwalking” – 3:49
11. „Secret” – 4:23